# Versailles (groupe japonais)
Pour les articles homonymes, voir Versailles (homonymie).
Versailles, également connu sous le nom de Versailles -Philharmonic Quintet- aux États-Unis, est un groupe de power metal et visual kei japonais. Il est formé en 2007 par le chanteur Kamijo et le guitariste Hizaki. Après l'arrivée du bassiste Jasmine You, le batteur Yuki et guitariste Teru. Ils se caractérisent en particulier par le costumes Rococo-esques, leurs duos de guitare et leurs arrangements mélodiques. Le groupe se popularise significativement peu après la sortie de leur premier EP Lyrical Sympathy (2007), publié au label de Kamijo, Sherow Artist Society. Leur premier album, Noble est publié en 2008 et en Amérique du Nord en 2009.
Versailles signe au label Warner Music Japon en mi-2009 ; cependant, le 9 août, ils annoncent un arrêt de leurs activités à la suite du décès de Jasmine You. Leur premier album studio, Jubilee (2010), est enregistré avec Hizaki. Ils entreprennent une tournée sud-américaine et européenne, et recrute un nouveau bassiste, Masashi. En 2011, le groupe joue son rôle dans sa propre émission télévisée appelée Onegai Kanaete Versailles (おねがいかなえてヴェルサイユ, lit. « réalise mes rêves, Versailles »), diffusé entre janvier et mars,,. Leur troisième album, Holy Grail (2011), atteint la 2e place de l'Oricon, et est soutenu par une tournée. Le 20 juillet 2012, Versailles annonce l'arrêt de ses activités en fin d'année. Le groupe se réunit lors d'un concert le 28 décembre 2015 au Zepp DiverCity de Tokyo.

## Biographie

### Débuts (2007)
En mars 2007, Versailles est formé par Kamijo (Lareine), Hizaki (Sulfuric Acid, HIZAKI grace project) et Jasmine You (Jyakura, HIZAKI grace project). Ensuite, Teru (Aikaryu) et Yuki (Sugar Trip), qui sont recommandés par le Rock May Kan, se joignent au groupe.
Kamijo et Hizaki créent le concept de Versailles à l'automne de 2006, et passent six mois à chercher des membres. Ils recherchent « L'absolu Youshikibi » (beauté de la forme des sonorités et l'esthétisme extrême). Le 30 mars 2007, la composition du groupe est annoncée. Une vidéo promotionnelle est diffusée sur Internet, une page en anglais a été créée sur MySpace et beaucoup d'interviews ont été données dans la presse étrangère. Versailles fait sa première apparition le 23 juin, suivie de leur première prestation le 24 juin. Dans le même temps, ils ont également distribué leur tout premier single et DVD single, The Revenant Choir.
Le groupe signe un contrat avec le label allemand CLJ Records, et sort son premier EP, Lyrical Sympathy, le 31 octobre, à la fois au Japon et en Europe. Leur chanson, The Love from a Dead Orchestra apparaît également sur Tokyo Rock City, une compilation publiée le 9 novembre 2007 par Sony BMG en Allemagne.

### Noble(2008)
En 2008, Versailles débute aux États-Unis avec un concert le 30 mai au Project A-Kon de Dallas, au Texas, et le 3 juin au Knitting Factory de Los Angeles, en Californie. En mars et avril, le groupe joue avec Matenrou Opera en Europe. Jasmine You et Teru rapportent sur leur blog avoir joué un concert au Project A-Kon Pulled devant plus de 30 000 personnes, et que le concert au Knitting Factory est joué à guichet fermé. En France, le groupe passe pour la première fois le 6 avril 2008 à la Loco.
Le 9 juillet 2008, Versailles sortira son tout premier album studio, Noble, exclusivement sur iTunes à l'échelle internationale. Il est publié physiquement le 16 juillet au Japon et en Europe. Il est publié en Amérique un an plus tard le 21 octobre 2009 au label Maru Music, accompagné d'une chansons bonus.
Peu après cependant, un autre groupe (américain), également nommé Versailles, déposera le nom, ce qui contraint le groupe japonais à changer de nom. Mais finalement, ils ne changeront de nom que pour leur tournée aux États-Unis, nom qui sera Versailles -Philharmonic Quintet-. En remerciement de l'effort qu'on produit les fans du groupe pour leur trouver un nouveau nom, le groupe compose un titre nommé Prince, disponible gratuitement sur leur site officiel. Le 12 décembre 2008 sort le premier single en tant que Versailles -Philharmonic Quintet- intitulé Prince & Princesse, disponible dans une édition régulière, et cinq éditions limitées, chacune des cinq éditions correspondant à un membre du groupe. Ils reviennent aux États-Unis pour l'Anime USA le 11 octobre à Crystal City, en Virginie et pour un concert au Knitting Factory le 13 octobre,.

### Popularité et mort de Jasmine You (2009)
Kamijo annonce le 23 décembre 2008 au C.C. Lemon Hall la signature de Versailles en juin 2009 à la major Warner Music Japon. Leur premier single chez cette major, Ascendead Master, est publié le 24 juin 2009. Versailles joue sa dernière tournée internationale comme groupe indépendant entre le 26 mars et le 9 mai, intitulée The Fragment Collectors. Ils jouent également cinq nuits au Meguro Rock May Kan. Le dernier concert en indépendant est organisé le 21 juin 2009. Versailles annonce aucun nouveau concert avant la sortie d'un nouvel album.
Le 2 août 2009, le groupe annonce que Jasmine You souffre d'insuffisance physique et met temporairement un terme à ses activités. Le 3 août, le groupe joue au Scuber Dive's ~Shibuya ga Taihen~,. Le 9 août 2009, le groupe annonce officiellement le décès de Jasmine You le bassiste, il avait 30 ans. En date, aucune cause de décès n'est spécifiée, ni par sa famille ni par le groupe,,.

### Jubileeet séparation (2010–2012)

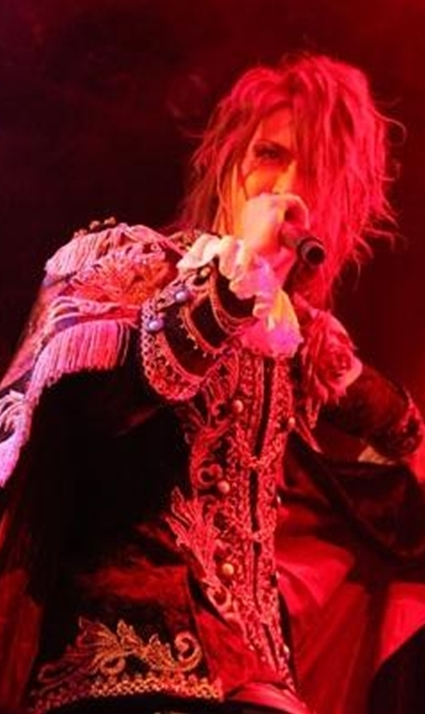
Kamijo, sur scène avec Versailles, en 2010.

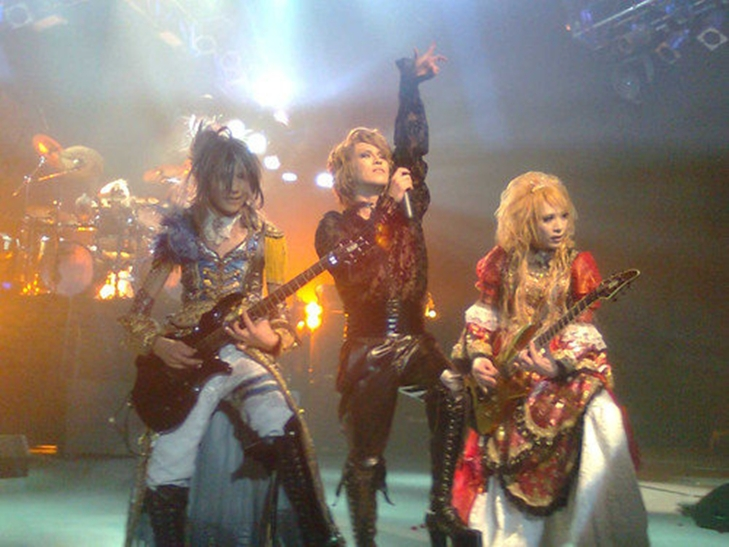
Versailles à la tournée, Versailles World Tour 2010 "Method of Inheritance".

Le 27 octobre 2010 sort le nouveau single Destiny - The Lovers -, occasion de présenter le nouveau bassiste, Masashi, bien que les autres membres du groupe avaient déclaré quelques mois auparavant qu'ils ne pensaient pas remplacer Jasmine You pour le moment. Le 9 mars 2011, le groupe publie le single Philia, avec un nouveau clip, et une série d'épisodes d'une série appelée Onegaikanaete Versailles,. Toutes ces sorties successives précèdent celle du troisième album du groupe, Holy Grail, le 15 juin, ainsi qu'une nouvelle tournée mondiale Versailles World Tour "Holy Grail 2011".
Le 25 avril 2012, Versailles sort un nouveau single digital intitulé Rhapsody of the Darkness, contenant 2 pistes écrites par Kamijo et composées par Hizaki. Le 4 juillet 2012 suit un deuxième single, intitulé Rose, pour le cinquième anniversaire du groupe. Dans leur chanson, ils définissent l'histoire de la Rose. Disponible en deux versions, l'édition limitée comportant l'histoire de la Rose. Versailles annonce officiellement qu'ils se mettaient en pause dès le 20 décembre 2012 après un ultime concert au NHK Hall. Leur dernier album est sorti le 26 septembre et s'intitulera Versailles.

### Retour (depuis 2015)
Le 20 décembre 2015, les membres de Versailles annoncent un spectacle de retrouvailles sur leurs comptes Twitter officiels. Le concert est organisé pendant le Kamijo's World Tour 2015 -20th Anniversary Best- Grand Finale, le 28 décembre 2015 à Zepp DiverCity à Tokyo. 
Versailles a tenu un concert à Zepp DiverCity, le 25 juin 2016, pour célébrer leur neuvième anniversaire. L'album de compilation The Greatest Hits 2007-2016 est sorti le 14 septembre et contient deux nouvelles chansons. Le groupe sort un nouvel album, intitulé Lineage ~ Bara no Matsuei ~, donné exclusivement aux personnes ayant acheté des billets pour leur spectacle du 14 février 2017 au Nippon Budokan.

## Membres

### Membres actuels
- Kamijo – chant (2007–2012, depuis 2015)
- Hizaki – guitare (2007–2012, depuis 2015)
- Teru – guitare (2007–2012, depuis 2015)
- Yuki – batterie (2007–2012, depuis 2015)
- Masashi - basse (2010–2012, depuis 2015)

### Ancien membre
- Jasmine You - basse (2007-2009 ; décédé en 2009)